# エクセルシオール・モーター

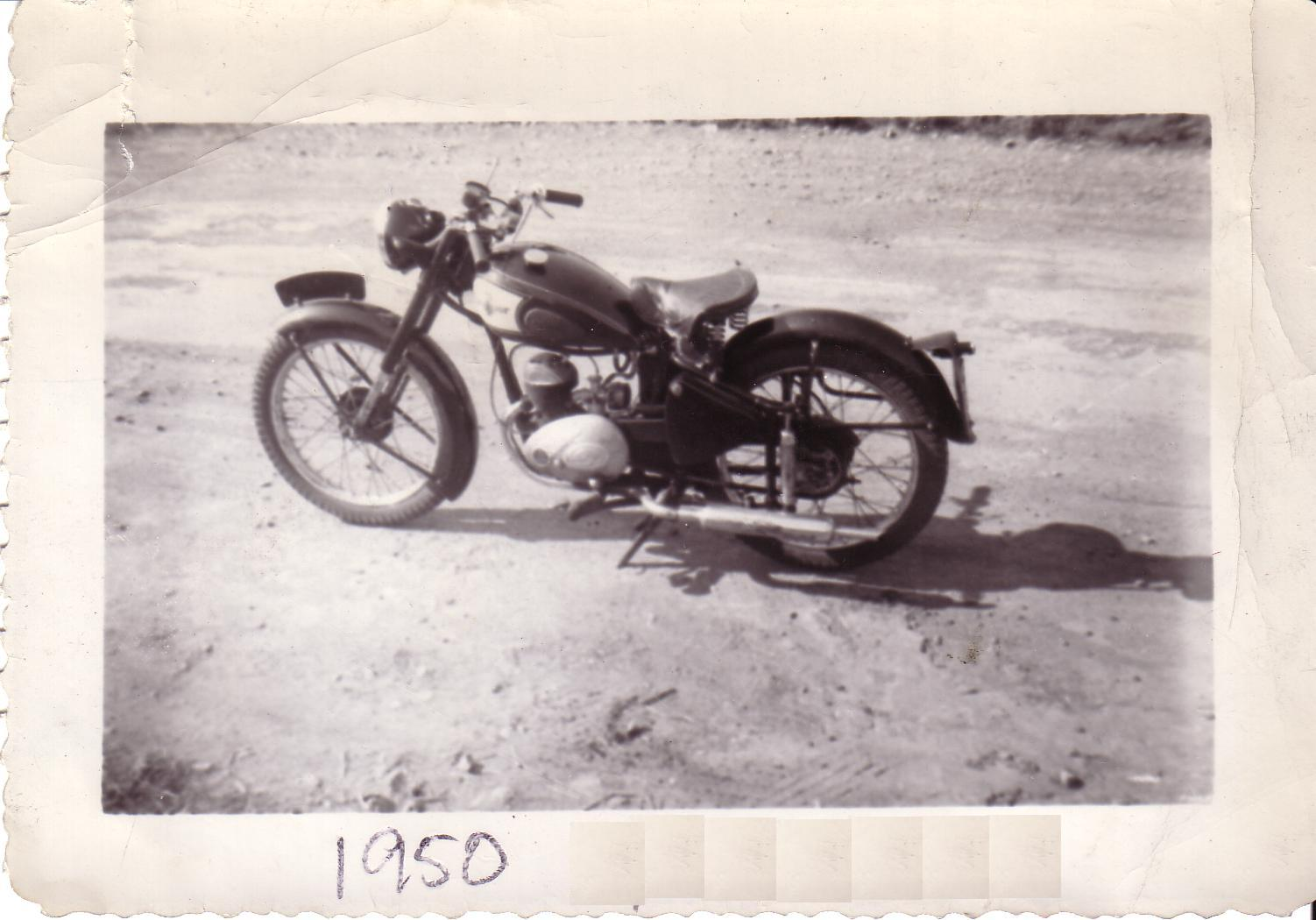
1950 Excelsior Universal 125cc

エクセルシオール（Excelsior Motor Co ）は、かつて存在したイギリスのオートバイ製造会社（メーカー）。同社は、1896年にイギリスで初めてオートバイを事業化した企業である。

## 歴史

### 創業
エクセルシオールは、1874年にペニー・ファージング型自転車『Bayliss』の製造会社としてコヴェントリーで設立されたBayliss, Thomas and Coを起源とする。その後オートバイ製造に乗り出し、1910年に社名をエクセルシオールに変更した。当初は、ミネルバ(en)やデ・ディオンまたはモーリスなどからエンジンの供給を受けていたが、やがて自社製造に踏み切った。1914年にはJAP（イギリス人J.A.プレストウイッチ(en)のイニシャルから取られた）式V型二気筒エンジンの製作を始めた。この当時、エクセルシオールはロシア帝国政府へもオートバイを輸出していたが、これがロシア革命によって潰え、過剰な在庫を抱えてしまった。
第一次世界大戦後、同社の権利はウォーカー家（父レジナルドと息子エリック）が取得し、98ccから1000ccまでの多様なエンジン製作に乗り出した。それらのうち多くはJAP形式やビラーズエンジンだったが、850ccのコンドールエンジンも製造された。ウォーカー家のエクセルシオールはレースにも積極的に乗り出した。その過程でアメリカ合衆国にある同名のオートバイメーカーとの混同を避けるため、自社を「ブリティッシュ・エクセルシオール」と呼称した。

### レース活動
エクセルシオールがレースで初めて成功を収めたのは、『B14』で臨んだ1929年のマン島ライトウエイトTTだった。そしてすぐ、『B14』はレースで多用されるモデルとなった。エクセルシオールは、1933年の同レースを制した250ccの『Mechanical Marvel』のような小型軽量エンジンと複雑ながら高性能な車種の製作に秀でていた。
循環式水冷4バルブ250ccエンジンの『Manxman』が1935年に発売され、同シリーズとして350ccと500ccが追加された。この車種を駆って、H・G・ティレル・スミス(en)はマン島ライトウエイトTTやジュニアTTに出場し、最高位2位を得た

### 第二次世界大戦とその後
第二次世界大戦の特需により、98ccの折り畳み式オートバイ『ウェルバイク』が軍に売れた。これは地上への降下後の迅速な行動が取れるように、落下傘部隊がよく活用した。しかし、戦後の不況期になると、贅をつくした高級車は売れなくなり市場は安価な2ストロークオートバイを欲するように変わり、エクセルシオールの経営は苦境に陥った。ビリヤーズから2ストローク180度クランク構造を持つ250ccエンジンを調達し『Viking』や『Talisman』（1949年）を発売し、また後に320ccツインキャブの車種を発売するなどの対応を取ったが、売上向上にはあまり寄与しなかった。

## 清算
1964年を以ってエクセルシオールはオートバイ製造から撤退し、1965年には清算された。エクセルシオールの商標は自動車部品製造業のブリタックスが買い取り、1970年代には限定車『ブリタックス・エクセルシオール』(Britax-Excelsior)が発売された。